# Stamnodes franckata
Stamnodes franckata är en fjärilsart som beskrevs av Richard F. Pearsall 1909. Stamnodes franckata ingår i släktet Stamnodes och familjen mätare. Inga underarter finns listade i Catalogue of Life.